# War (Virginie-Occidentale)
Pour les articles homonymes, voir War.
War est une ville américaine située dans le comté de McDowell en Virginie-Occidentale.
Selon le recensement de 2010, War compte 862 habitants. La municipalité s'étend sur 0,92 milles carrés (2,38 km2), dont 0,89 milles carrés (2,31 km2) de terres.

## Histoire
Appelée Miners City jusqu'au début du XXe siècle, la ville doit son nom actuel au ruisseau War Creek, qui traverse la ville. Celui-ci a été nommée vers 1788 après une bataille entre colons et amérindiens près de sa source,.